# 萊克安尼特 (密蘇里州)
萊克安尼特（英語：Lake Annette）是位於美國密蘇里州卡斯縣的城市。

## 人口
根據2020年美國人口普查的數據，萊克安尼特的面積為0.57平方千米，當中陸地面積為0.40平方千米，而水域面積為0.17平方千米。當地共有人口107人，而人口密度為每平方千米188人。